# Harry Aikines-Aryeetey
Harry Leslie Aikines-Aryeetey (Londra, 29 agosto 1988) è un velocista britannico.
In carriera ha conquistato nella staffetta 4×100 metri la medaglia d'oro agli Europei di Zurigo 2014 e di Berlino 2018, nonché la medaglia di bronzo ai Mondiali di Berlino 2009.

## Biografia
Harry è nato a Carshalton, Londra, da genitori ghanesi e ha studiato presso il liceo Greenshaw, a Sutton.
La sua prima competizione importante sono stati i Commonwealth Young Games 2004, dove ha vinto la medaglia d'argento nei 100 metri piani.
Agli Europei di Zurigo 2014 vince la medaglia d'oro nella staffetta 4×100 m (37"93) e quella di bronzo nei 100 m piani (10"22).

## Palmarès
| Anno                                  | Manifestazione          | Sede           | Evento      | Risultato  | Prestazione | Note                                             |
| ------------------------------------- | ----------------------- | -------------- | ----------- | ---------- | ----------- | ------------------------------------------------ |
| In rappresentanza della Gran Bretagna |                         |                |             |            |             |                                                  |
| 2005                                  | Mondiali U18            | Marrakech      | 100 m piani | Oro        | 10"35       | Miglior prestazione personale                    |
| 2005                                  | Mondiali U18            | Marrakech      | 200 m piani | Oro        | 20"91       | Miglior prestazione mondiale stagionale under 18 |
| 2006                                  | Mondiali U20            | Pechino        | 100 m piani | Oro        | 10"37       | Miglior prestazione personale stagionale         |
| 2006                                  | Mondiali U20            | Pechino        | 4×100 m     | Bronzo     | 39"24       | Miglior prestazione personale stagionale         |
| 2009                                  | Europei U23             | Kaunas         | 100 m piani | Oro        | 10"15       | Miglior prestazione personale stagionale         |
| 2009                                  | Mondiali                | Berlino        | 4×100 m     | Bronzo     | 38"02       | Miglior prestazione personale stagionale         |
| 2010                                  | Mondiali indoor         | Doha           | 60 m piani  | Semifinale | dnf         |                                                  |
| 2011                                  | Europei indoor          | Parigi         | 60 m piani  | Batteria   | 6"94        |                                                  |
| 2011                                  | Mondiali                | Taegu          | 100 m piani | Semifinale | 10"23       |                                                  |
| 2011                                  | Mondiali                | Taegu          | 4×100 m     | Finale     | dnf         |                                                  |
| 2012                                  | Europei                 | Helsinki       | 100 m piani | 4º         | 10"31       |                                                  |
| 2013                                  | Europei indoor          | Göteborg       | 60 m piani  | 7º         | 6"63        | Miglior prestazione personale stagionale         |
| 2013                                  | Mondiali                | Mosca          | 100 m piani | Semifinale | 10"34       |                                                  |
| 2013                                  | Mondiali                | Mosca          | 4×100 m     | Finale     | dq          |                                                  |
| 2014                                  | World Relays            | Nassau         | 4×100 m     | Bronzo     | 38"19       |                                                  |
| 2014                                  | Europei                 | Zurigo         | 100 m piani | Bronzo     | 10"22       |                                                  |
| 2014                                  | Europei                 | Zurigo         | 4×100 m     | Oro        | 37"93       | Miglior prestazione personale stagionale         |
| 2015                                  | Mondiali                | Pechino        | 4×100 m     | Finale     | dnf         | [ 1 ]                                            |
| 2016                                  | Giochi olimpici         | Rio de Janeiro | 4×100 m     | 5º         | 37"98       |                                                  |
| 2018                                  | Europei                 | Berlino        | 4×100 m     | Oro        | 37"80       |                                                  |
| 2019                                  | World Relays            | Yokohama       | 4×100 m     | Bronzo     | 38"15       |                                                  |
| 2021                                  | Europei indoor          | Toruń          | 60 m piani  | Semifinale | 6"67        |                                                  |
| 2022                                  | Europei                 | Monaco         | 4×100 m     | Oro        | 37"67       | [ 1 ]                                            |
| In rappresentanza dell' Inghilterra   |                         |                |             |            |             |                                                  |
| 2014                                  | Giochi del Commonwealth | Glasgow        | 100 m piani | Semifinale | 10"25       |                                                  |
| 2014                                  | Giochi del Commonwealth | Glasgow        | 4×100 m     | Argento    | 38"02       |                                                  |
| 2018                                  | Giochi del Commonwealth | Gold Coast     | 100 m piani | Semifinale | 10"26       |                                                  |
| 2018                                  | Giochi del Commonwealth | Gold Coast     | 4×100 m     | Oro        | 38"13       | Miglior prestazione personale stagionale         |
| 2022                                  | Giochi del Commonwealth | Birmingham     | 4×100 m     | Oro        | 38"35       |                                                  |

## Riconoscimenti
- Atleta mondiale emergente dell'anno (2005)